# Drapetisca australis
Drapetisca australis là một loài nhện trong họ Linyphiidae.
Loài này thuộc chi Drapetisca. Drapetisca australis được Raymond Robert Forster miêu tả năm 1955.

## Hình ảnh

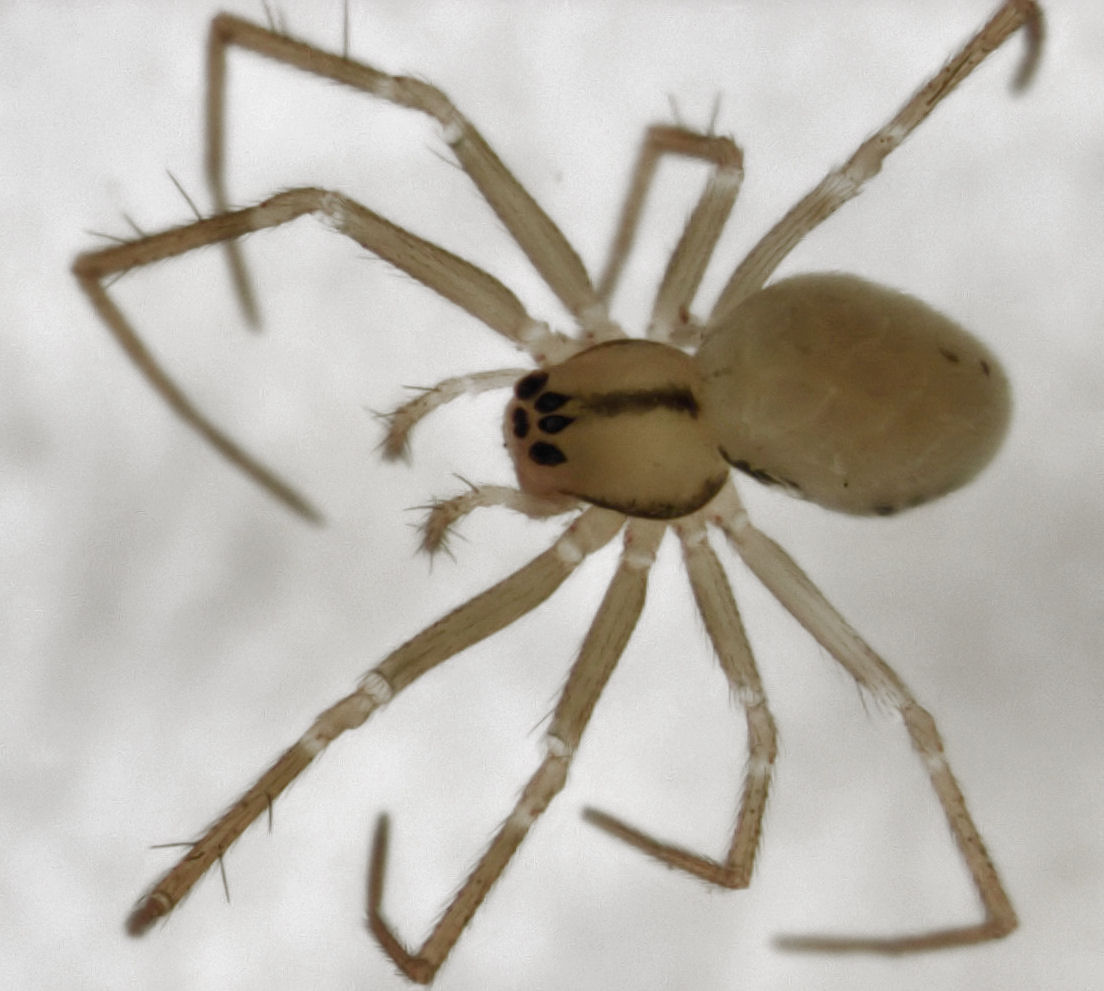
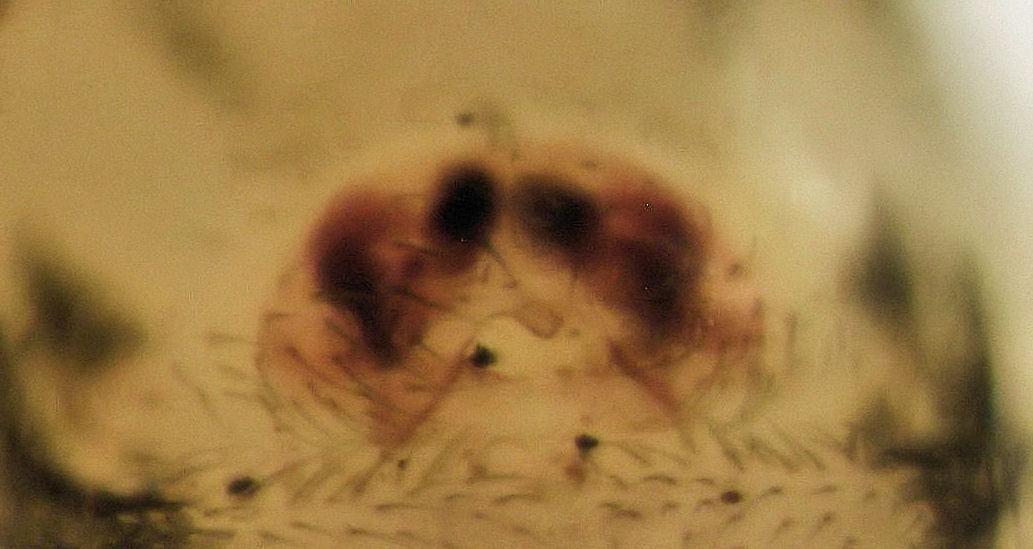
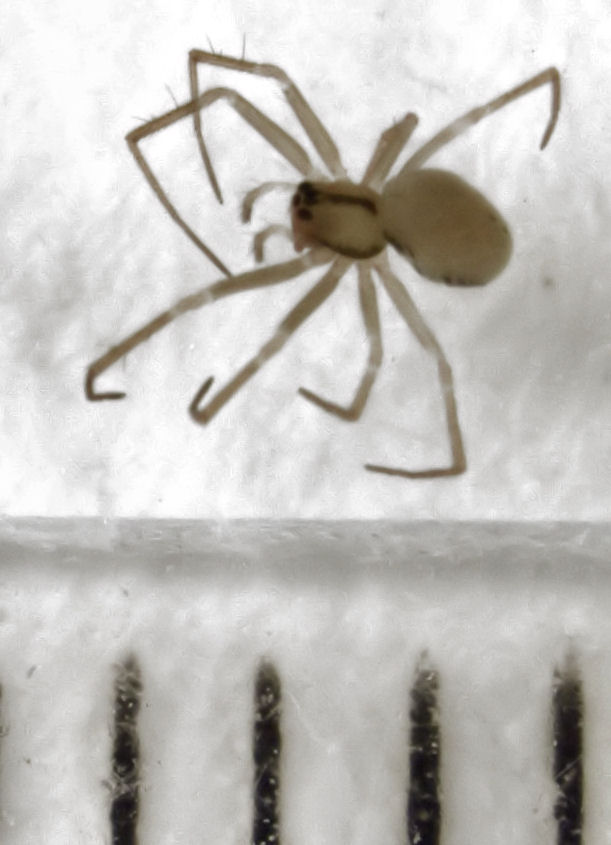